# Desine fata deum flecti sperare precando

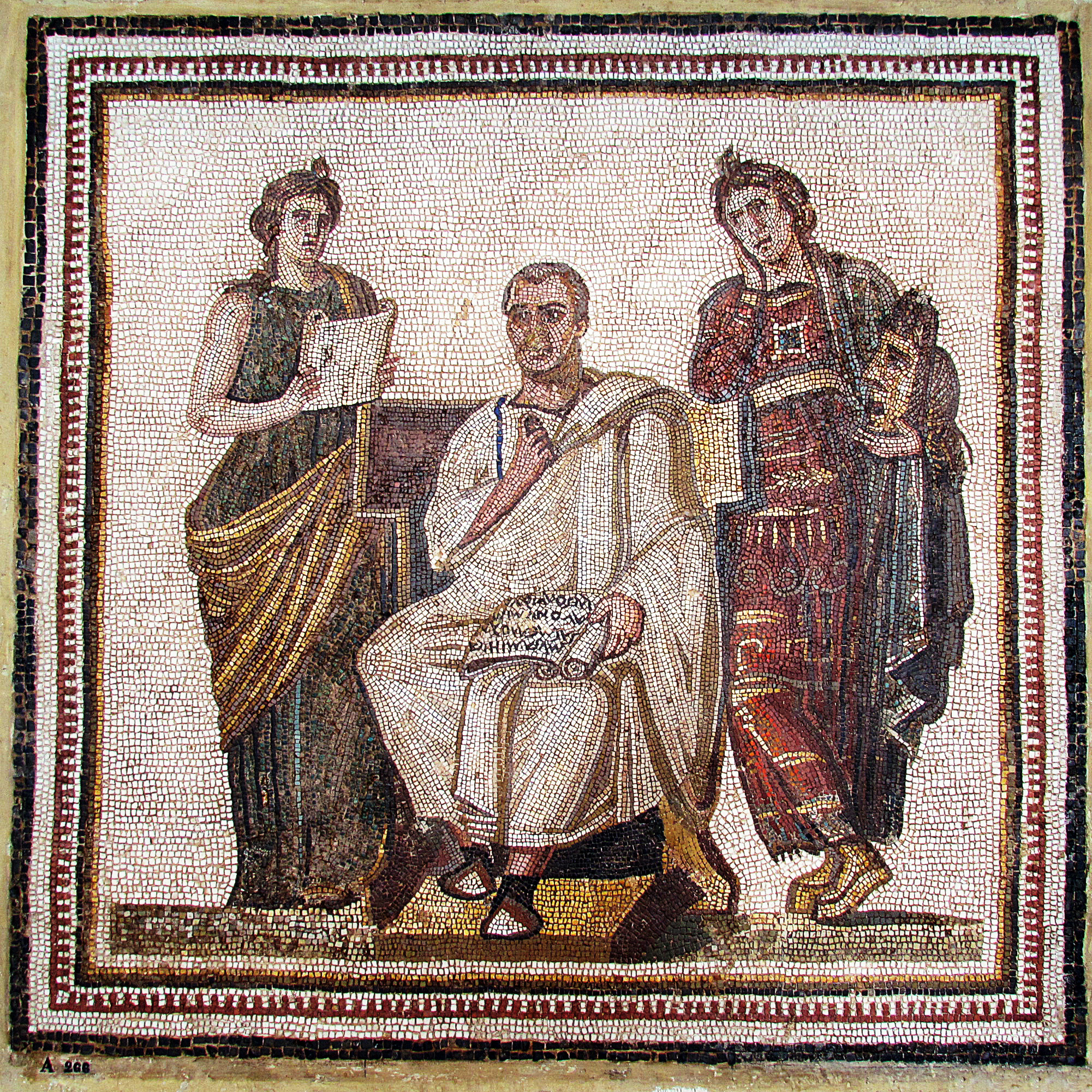
Virgilio con lEneide tra Clio e Melpomene (Museo nazionale del Bardo, Tunisi)

La locuzione latina Desine fata deum flecti sperare precando ("Cessa di sperare di cambiare i fati degli dèi con la preghiera", Virgilio, Eneide, VI, 376) è pronunciata dalla Sibilla Cumana nell'Ade, rivolta ad Enea e all'ombra dell'amico morto insepolto Palinuro.

## Significato
Significa che il fato decretato dagli dèi o superiore ad essi non può essere cambiato con le preghiere umane, o in certi casi nemmeno dalla volontà delle divinità stesse.
È inutile quindi pregare la divinità per cambiare il destino, e incolparla se non lo fa.
Nella mitologia romana, anche Giove doveva sottostare al Fato (simbolizzato dalle Parche, sue figlie). Lo stesso nella mitologia greca, con Zeus e le moire. Questa frase può essere collegata ad altre del poema, come quella pronunciata da Giove stesso rivolto a Ercole: Stat sua cuique dies ("A ciascuno è dato il suo giorno", cioè il suo tempo di vita stabilito, e ciò non può essere cambiato).